# Piper Curda
Piper Joy Curda, née le 16 août 1997 à Tallahassee (Floride), est une actrice et chanteuse américaine. Elle est surtout connue pour son rôle de Jasmine dans la série de Disney Channel, C'est pas moi depuis 2014.

## Biographie
Piper Curda a grandi à Chicago. Sa sœur Saylor est aussi actrice et est apparue dans quelques épisodes de C'est pas moi. Son frère Major et sa sœur Glory sont également acteurs. Elle est la deuxième d'une famille de cinq enfants. Avec sa sœur aînée Riley, elle est apparue dans la comédie musicale Le Roi et moi. À l'âge de 12 ans, elle a joué Roly-Poly dans la production de déplacement de la 101 Dalmatiens Musicale.
En 2011, elle joue le rôle de Casey dans la série Disney.com Rule The Mix. Elle a également fait plusieurs apparitions dans les séries télévisées dont New York, unité spéciale, Body of Proof et Malibu Country ainsi que d'un rôle récurrent dans Section Genius. En juin 2013, Piper a décroché un rôle, Jasmine dans la sitcom de Disney Channel, C'est pas moi, qui a commencé à être diffusée en janvier 2014. Elle a sorti son premier single Losing You le 15 janvier 2014 et le clip le 27 janvier.

## Filmographie

### Cinéma
- 2008 : Nothing Like the Holidays d'Alfredo Rodriguez de Villa : une fille du voisinage (non créditée)
- 2020 : The Wretched de Brett Pierce et Drew T. Pierce : Mallory
- 2020 : American Pie Présente : Girls Power (American Pie Presents: Girls' Rules) de Mike Elliott : Kayla
- 2022 : When Time Got Louder de Connie Cocchia : Jen
- 2022 : Never Better de Julianne Fox : Syd
- 2023 : May December de Todd Haynes : Honor
- 2023 : Back on the Strip de Chris Spencer : Gia

### Télévision
- 2011 : The Joey and Elise Show : elle-même
- 2011 : New York, unité spéciale : Ella Mendez (saison 13, épisode 3)
- 2011 : Body of Proof : Alice
- 2011-2012 : Rule the Mix : Casey (26 épisodes)
- 2012-2015 : Randy Cunningham, le ninja : Debby Kang (6 épisodes)
- 2012 : Shmagreggie Saves the World : Meghan
- 2012 : Malibu Country : Bethany / Leyna (2 épisodes)
- 2013 : Le rôle de sa vie (téléfilm) : Fiona
- 2013 : Rizzoli and Isles : Megan
- 2013 : Le rôle de sa vie : Fiona
- 2013 : Phys Ed : Nancy
- 2013 : Save the Date : Jill
- 2013-2014 : Section Genius : Kennedy Van Buren / Kumiko Hashimoto (5 épisodes)
- 2013 : Rizzoli and Isles : Megan
- 2014-2015 : C'est pas moi ! : Jasmine Kang (39 épisodes)
- 2014 : Liv et Maddie : Kathy Kan  (saison 2, épisode 4)
- 2015 : Teen Beach 2 : Alyssa
- 2016 : Free Period : Invité
- 2017 : Just Another Nice Guy : Audrey (3 épisodes)
- 2018-2021 : Youth & Consequences : Grace Ho (8 épisodes)
- 2021 : The Rookie: le flic de Los Angeles : Billie
- 2022 : Legacies : Jennifer (saison 4, rôle récurrent - 5 épisodes)[1]

## Discographie

### Single
- 2014 : Losing You
- 2014 : Messing With My Head
- 2014 : Taking Me Higher